# Hogs of War
Hogs of War (дослівно "Свині війни" ) — стратегія з елементами покрокового управління, випущена 5 і 8 червня 2000 на Sony PlayStation, і 3 листопада 2000 на ПК. Назва обігрує фразу «Пси війни» (англ. Dogs of war, вперше зустрічається в п'єсі Шекспіра «Юлій Цезар»).

## Сюжет
На архіпелазі островів Состралія (Свінляндія) йде війна між шістьма націями за володіння «островом бруду». Протягом 25 місій гравцеві доведеться або відбиватися з оточення від ворожих солдатів або йти в штурм, маючи кілька підопічних. Гравцеві будуть на вибір різні солдати-противники в особі свиней, стилізованих під французьких (синіх), німецьких (сірих), британських (зелених), японських (жовтих), американських (блакитних) і радянських (червоних) солдатів.

## Геймплей
Гра виконана повністю в 3D, геймплей нагадує ігри серії Worms, за що Hogs of War часто називали "worms в 3D, тільки зі свинями". Тим не менш, геймплей Hogs of War досить сильно відрізняється від Worms завдяки можливості розвитку класів, відсутності ландшафту, що руйнується, а також можливості використовувати техніку і будівлі. У грі кожного солдата можна покращувати до певного рангу по одній із гілок розвитку, яка дає власну унікальну зброю та здібності. Існує чотири основні класи:
- артилерист — спеціалізується на потужній зброї дальньої дії (базуки, міномети та ракетні пускові установки);
- інженер — спеціалізується на вибухівці;
- шпигун — використовує снайперську гвинтівку як основну зброю, може маскуватися під ящики або дерева стаючи невидимим для противників, а також на міні-карті;
- медик — який може виліковувати дружніх (і ворожих) воїнів.

Незалежно від свого класу, будь-який солдат може підняти і використовувати будь-яку зброю, знайдену на карті битви.
Для PS1 європейської версії гри на збірці Game Guru The Best є збереження за недоступний ранг Ас. На консолі можливий режим до чотирьох гравців через PlayStation Multitap.

## Відгуки
Hogs of War отримав змішані відгуки критиків на Metacritic. Hogs отримала більш прихильні відгуки з 74% на Game Rankings.  

## Hogs of War 2
13 лютого 2008 року, компанія Infogrames анонсувала Hogs of War 2 для приставок Nintendo DS, Wii, PlayStation 2, а також і для ПК. Вихід був запланований на квітень 2009 року, але гру скасували через брак фінансів. Під час розробки Infogrames переживала фінансові проблеми і була перетворена на Atari, SA.